# 吉尔环形山

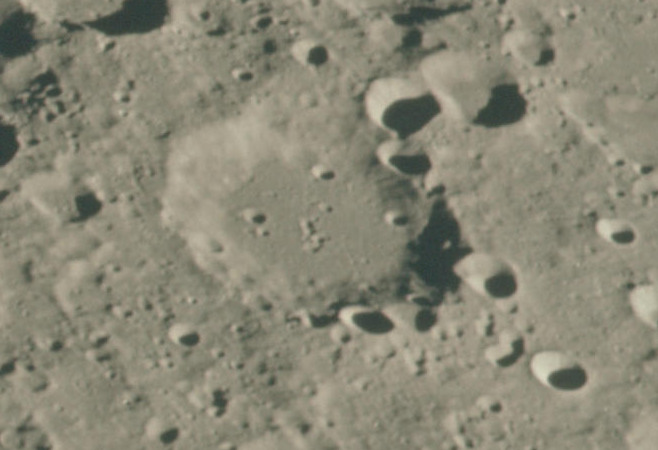
阿波罗15号拍摄的吉尔环形山西南向斜视图

吉尔环形山（Gill）是位于月球正面东南边沿的一座古老大撞击坑，约形成于45.5-39.2亿年前的前酒海纪，其名称取自苏格兰天文学家戴维·吉尔（David Gill，1843年-1914年），1964年被国际天文学联合会正式接受。

## 描述
该陨坑坐落在不规则的南海西南部，西北靠近突出的蓬泰库朗环形山、西北偏北及东北偏东分别毗邻汉诺环形山和彼得罗夫环形山，相对年轻的韦克斯勒环形山位于它的东南、西南偏南以及西南面则横亘了已磨损的诺伊迈尔环形山和亥姆霍兹环形山。该陨坑中心月面坐标为63°46′S 75°57′E / 63.77°S 75.95°E，直径63.90公里，深约2.73公里。
吉尔环形山是一座已被侵蚀的古老陨石坑，其坑壁因长时期的撞击而变得高低不平，沿北侧壁覆盖一对小陨坑，西侧壁则切入了卫星坑吉尔 A。它的残壁平均高出周边地形1240米，内部容积约有3526.01立方千米，坑内地表相对平坦，散布有几座细小的撞击坑。
由于该陨坑位于月球边沿，从地球上几乎只能看到它的侧面，由于月球的摄动，它有时会从视野中消失。

## 探测器坠毁点
2009年6月11日，日本辉夜姬号探测器按照预定计划撞击在吉尔环形山东南月表上，其撞击点月面坐标为 65°30′S 80°24′E / 65.5°S 80.4°E。位于印度古鲁什哈峰的阿布山红外望远镜天文台和澳洲天文台英澳望远镜成功观测到了这一次的撞击闪光。

## 卫星陨石坑
按惯例，最靠近吉尔环形的卫星坑将在月图上以字母标注在它的中心点旁边。

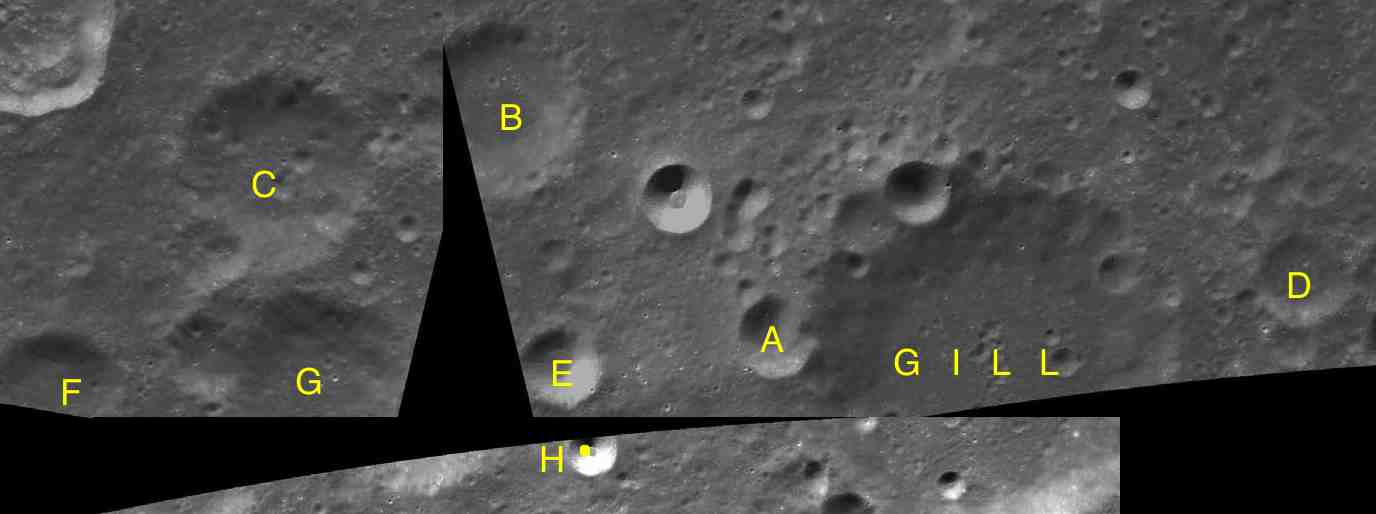
LAC-128、LAC-129和LAC-139拼接图

| 吉尔 | 纬度     | 经度     | 直径（公里） | 直径（英里） |
| ---- | -------- | -------- | ------------ | ------------ |
| A    | 63.43° S | 73.25° E | 13.6公里     | 8 英里       |
| B    | 61.82° S | 70.46° E | 30.1公里     | 19 英里      |
| C    | 62.42° S | 67.83° E | 32.6公里     | 19 英里      |
| D    | 63.49° S | 79.97° E | 16.0公里     | 9 英里       |
| E    | 63.33° S | 70.48° E | 14.0公里     | 8 英里       |
| F    | 63.95° S | 65.65° E | 24.6公里     | 14 英里      |
| G    | 63.62° S | 68.79° E | 35.3公里     | 20 英里      |
| H    | 64.08° S | 70.98° E | 8.6公里      | 5 英里       |

### 另请参阅
- Andersson, L. E.; Whitaker, E. A. . NASA RP-1097. 1982.
- Blue, Jennifer. . USGS. July 25, 2007  [2007-08-05]. （原始内容存档于2018-12-25）.
- Bussey, B.; Spudis, P. . New York: Cambridge University Press. 2004. ISBN 978-0-521-81528-4.
- Cocks, Elijah E.; Cocks, Josiah C. . Tudor Publishers. 1995. ISBN 978-0-936389-27-1.
- McDowell, Jonathan. . Jonathan's Space Report. July 15, 2007  [2007-10-24]. （原始内容存档于2018-12-25）.
- Menzel, D. H.; Minnaert, M.; Levin, B.; Dollfus, A.; Bell, B. . Space Science Reviews. 1971, 12 (2): 136–186. Bibcode:1971SSRv...12..136M. doi:10.1007/BF00171763.
- Moore, Patrick. . Sterling Publishing Co. 2001. ISBN 978-0-304-35469-6.
- Price, Fred W. . Cambridge University Press. 1988. ISBN 978-0-521-33500-3.
- Rükl, Antonín. . Kalmbach Books. 1990. ISBN 978-0-913135-17-4.
- Webb, Rev. T. W.  6th revised. Dover. 1962. ISBN 978-0-486-20917-3.
- Whitaker, Ewen A. . Cambridge University Press. 1999. ISBN 978-0-521-62248-6.
- Wlasuk, Peter T. . Springer. 2000. ISBN 978-1-85233-193-1.